# De zwarte hand (stripalbum)
De zwarte hand is een  stripverhaal uit de reeks van Jerom.

## Locaties
Dit verhaal speelt zich af op de volgende locaties:
- La Gondola (Italiaans restaurant), laboratorium van professor Barabas, juwelier Vincento Lolorda, schuur met kelder, Morotari-burcht, kiosk, restaurant Palermo

## Personages
In dit verhaal spelen de volgende personages mee:
- Jerom, tante Sidonia, Odilon, professor Barabas, personeel en gasten in La Gondola, slagersknecht, juwelier, Paolo, agent, verkoopster, uitsmijter, personeelsleden restaurant, Tonio Lombardo, president Arthur

## Het verhaal
Tante Sidonia neemt Jerom en Odilon mee naar een restaurant. Er vindt een aanslag plaats wanneer ze zitten te eten. De eigenaar vertelt dat de zwarte hand, de maffia, hierachter zit. Jerom achtervolgt een slagersknecht die zojuist een bestelling heeft afgeleverd, maar raakt hem kwijt. Professor Barabas werkt aan een neusdruppel waarmee een mens het reukvermogen van een politiehond zou krijgen. Odilon weet niet dat het om speciale neusdruppels gaat en gebruikt het potje, waarna hij enorm goed kan ruiken. Er wordt een briefje in het laboratorium geworpen, de Italiaanse restauranthouders willen hulp van Morotari in verband met de zwarte hand. De vrienden besluiten te helpen en professor Barabas leest zich in over de maffia. Tante Sidonia gaat met Jerom naar een juwelier en een man dringt voor. Hij wil hulp bij het herstellen van zijn gordel met diamanten. Jerom zegt hier iets van, waarna de man met een pistool dreigt. Jerom slaat de man neer en verlaat met tante Sidonia de juwelierszaak.
Als professor Barabas hoort wat er is gebeurd, vertelt hij dat de Raad der Zeven zo'n gordel draagt. Jerom gaat met zijn motor terug naar de juwelierszaak en ziet een man met een lange jas binnengaan. De man komt de gordel halen en slaat de juwelier neer, waarna hij in een auto wegrijdt. Jerom wil de man achterna, maar een agent schrijft net een parkeerboete uit. Jerom vliegt weg met zijn motor en ziet de auto van de man naar een schuur rijden. De man kleedt zich in een witte mantel met een afbeelding van een zwarte hand en wil een keldertrap aflopen als Jerom de schuur binnenkomt. Jerom hoort dat de man niet mag vertellen wie de leider is van de maffia; de omerta verbiedt dit. Jerom bindt de man vast en trekt de witte mantel aan, waarna hij plaatsneemt aan een tafel in de kelder. Jerom heeft de neusdruppels gebruikt en kan op deze manier kenmerken van de aanwezigen waarnemen. De leider is niet aanwezig en de vergadering wordt beëindigd.
Dan merkt een aanwezige dat Jerom de diamanten gordel niet draagt en zijn kap wordt afgenomen. Jerom is sterker dan de mannen en kan ontkomen. Hij trekt de witte mantel uit en buiten de schuur treft hij Odilon. Odilon heeft opnieuw de neusdruppels gebruikt en kon op deze manier de locatie van Jerom bepalen. Ze gaan samen terug naar de Morotari-burcht en vertellen wat er is gebeurd. Dan valt het licht uit en twee mannen schieten met een mitrailleur. Jerom kan ruiken dat een van de aanwezigen van de vergadering geschoten heeft en de volgende dag haalt Jerom een krant. La Gondola is opgeblazen en ook in de eethuizen Piccola Parma en Rimini is een ontploffing geweest. Jerom en Odilon ontmoeten de kok van La Gondola; hij moet bedelen nu zijn restaurant er niet meer is. Tante Sidonia neemt contact op, ze heeft ontdekt dat er een nieuw eethuis is geopend. Jerom gaat met Odilon naar restaurant Palermo, want ze willen de eigenaar waarschuwen voor de zwarte hand. Een uitsmijter wil Jerom en Odilon wegsturen en valt Jerom aan, maar Jerom is sterker.
Er komen nog meer personeelsleden die proberen Jerom en Odilon buiten de zaak te houden. Jerom is ook sterker dan dit duo en dan komt de eigenaar van het restaurant naar Jerom en stelt zich voor als Tonio Lombado. Hij biedt zijn verontschuldigingen aan en vertelt dat zijn personeel dacht dat Jerom en Odilon bij de zwarte hand horen. Jerom ruikt dan dat de man bij de aanslag in het laboratorium aanwezig was en Tonio blijkt de capo mafioso van de bende te zijn. Hij laat zijn restaurant bloeien ten koste van andere restaurant. Tonio wil dat Jerom en Odilon van het dak springen, maar Odilon en Jerom verslaan hem en hij valt zelf naar beneden. Zijn val wordt gebroken door de kok van La Gondola, die toevallig langsloopt. Tonio heeft spijt van zijn gedrag en biedt aan om alle schade die hij heeft aangericht bij La Gondola te vergoeden. Enkele dagen later vindt er een groot verzoeningsfeest plaats in de Morotari-burcht, waarbij de ex-mafioso, de restauranthouders en president Arthur aanwezig zijn.

## Achtergronden bij het verhaal
- De Zwarte Hand is een manier van afpersen die bekend werd als handelsmerk van de Camorra en de Maffia.